# Система управления запуском и розжигом авиадвигателя
Система управления запуском и розжигом ГТД служит для обеспечения перевода авиадвигателя из нерабочего состояния в установившийся режим малого газа, который характеризуется наименьшими оборотами турбины, при которых он может устойчиво работать длительное время.
Для запуска газотурбинного двигателя необходимо принудительно от внешнего источника энергии раскрутить вал турбины компрессора, подать в камеру сгорания определённое количество топлива, воспламенить его. При этом процесс максимально автоматизируется с целью обеспечения заданной устойчивости протекания процедуры запуска и предотвращения механических и тепловых перегрузок элементов двигателя.

## Состав типовой системы
Система состоит из пускового устройства (стартёра), агрегатов подачи топлива, системы зажигания и аппаратуры программного управления. Пусковые устройства бывают электрические (электростартёры и стартёр-генераторы), турбокомпрессорные (турбостартёр — малогабаритный ГТД) и воздушные (воздушный стартёр, работающий на сжатом воздухе). Короткоресурсные «одноразовые» турбореактивные двигатели крылатых ракет могут запускаться от пиротехнических (пороховых) стартёров.
Процесс раскрутки, подачи топлива и его воспламенения регламентируется специальными программными устройствами по времени и по частоте вращения компрессора.

## Работа системы

#### Электростартёр

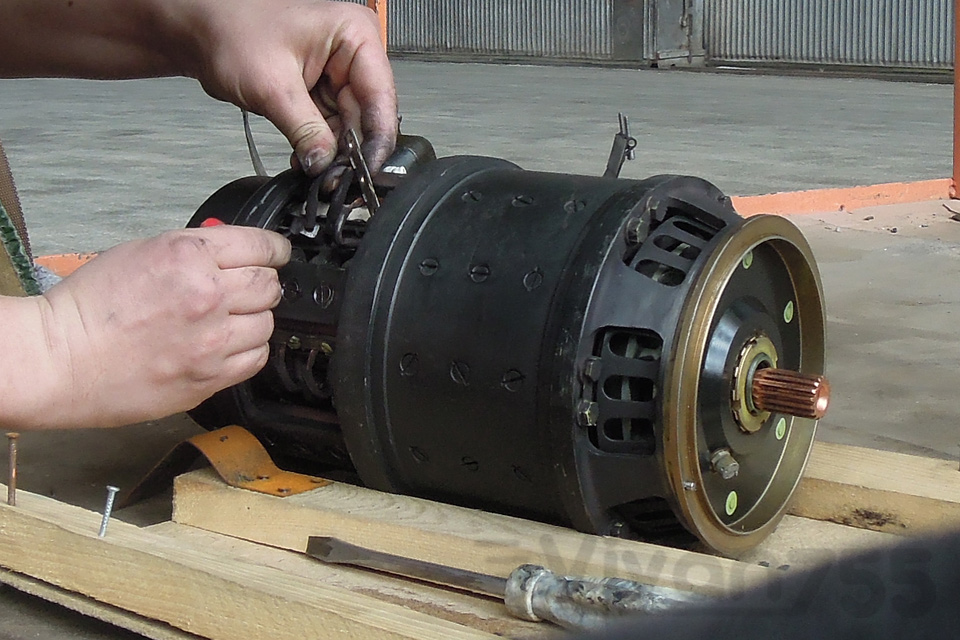
Замена щёток СТГ ГС-12ТОК, стоящего на ВСУ ТА-6 и ТА-12

Электрическая раскрутка от стартёра или стартёр-генератора обычно применяется на небольших ГТД и ВСУ. Питание подаётся от наземных источников электроэнергии, а также от бортовых аккумуляторов или генератора работающей бортовой ВСУ. На наиболее крупных двигателях с электрозапуском (к примеру, АИ-20, оборудованный двумя стартёр-генераторами СтГ-12, АИ-24, оборудованный одним СтГ-18) вал стартёр-генератора соединяется с валом ГТД через двухскоростной редуктор и обгонную муфту, встроенные в СтГ. Передаточное отношение редуктора автоматически меняется, в зависимости от направления передачи крутящего момента — в стартёрном режиме оно больше, так как якорь соединяется с двигателем через планетарный редуктор, а в генераторном режиме напрямую. Кроме того, применяется ступенчатая подача электроэнергии для уменьшения нагрузки на трансмиссию и большей плавности хода. Для этого применяются выводимые по мере раскрутки ротора пусковые резисторы, ослабление магнитного потока стартёра на больших оборотах, а в старых системах запуска применялось пересоединение источников (батарей или коллекторов наземного генератора) с параллельного соединения на последовательное — так называемый запуск 24/48 вольт.

#### Турбостартёр
Более мощные авиадвигатели (АЛ-31Ф, стоящий на Су-27, НК-12 — двигатель Ту-95 и  Ту-142, или ныне не эксплуатируемый АМ-3) раскручиваются от работающего турбостартёра (ТС), который представляет собой малогабаритный газотурбинный двигатель, который в свою очередь, имеет небольшой электростартёр, систему зажигания и подачи топлива, но в упрощённом виде. ТС обычно работает на том же топливе, что и основной двигатель, но бывают и исключения — С-300М, стоящий на АМ-3, работал на бензине Б-70. Валы турбостартёра и двигателя соединены через редуктор и обгонную муфту. ТС может быть как одновальным (С-300М), в этом случае ротор двигателя раскручивается от ротора стартёра через гидромуфту, так и со свободной турбиной (ТС-12, стоящий на НК-12) — одна турбина служит для привода компрессора ТС, а вторая — свободная — служит для раскрутки компрессора двигателя. Процесс запуска турбостартёра и время его работы регламентируются программным устройством.

#### Воздушный турбостартёр

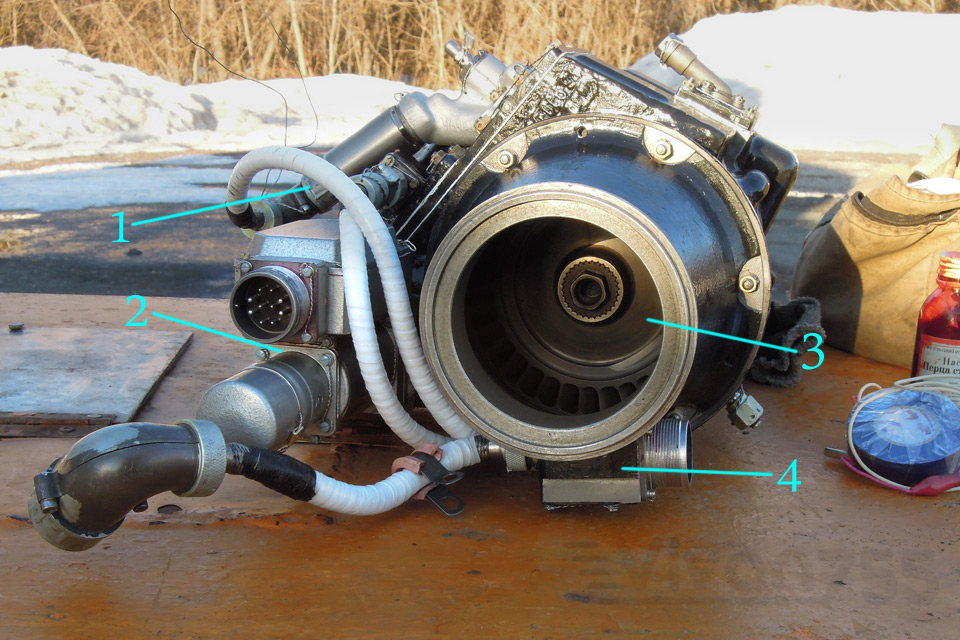
Воздушный стартёр двигателя НК-8

Воздушный стартёр — это турбоагрегат, работающий на сжатом воздухе. Сжатый воздух, как правило, поступает от турбины компрессора работающей ВСУ, представляющей собой малогабаритный автономный ГТД, выполняющий на борту летательного аппарата роль энергоузла. Сжатый воздух может подаваться и от наземных установок или воздушных баллонов, а также от турбины компрессора соседнего, уже запущенного авиадвигателя. Воздушные стартёры ввиду простоты и надёжности нашли широкое применение на мощных двигателях — например, Д-18Т (Ан-124 «Руслан»), CFM56 (Airbus A320, Boeing 737), ТВ3-117 (Ми-8М, Ми-24).

#### Управление запуском
В процессе раскрутки, в строго заданной последовательности включается подача пускового топлива к пусковым форсункам и система зажигания. Подача топлива обеспечивается топливными насосами, заслонками и электрокранами, до момента полного воспламенения основного топлива и начала интенсивной раскрутки турбины. После воспламенения топлива система зажигания автоматически выключается.
Процесс запуска регламентируется программным устройством (автоматической панелью запуска — АПД), представляющим собой электромеханический программно-временной агрегат, состоящий из электродвигателя постоянного тока, редуктора, центробежного регулятора частоты вращения и пакета профилированных дисков с микровыключателями. Более современные системы собраны на полупроводниковой элементной базе. Сигналы определённых частот вращения турбины ГТД снимаются центробежными выключателями или определяются тахометрической аппаратурой двигателя. Управляющие программные сигналы подаются на блоки, агрегаты, заслонки, электрокраны не напрямую, а через силовую коммутационную аппаратуру, реле и контакторы.

#### Зажигание
Система зажигания состоит из агрегата зажигания (индукционной катушки), преобразующего напряжение бортсети в переменный ток высокой частоты, и свечей зажигания. 
При запуске двигателя в воздухе (неважно, ТРД или ТВД) раскрутка турбины происходит от набегающего потока воздуха, поэтому при заданных оборотах авторотации включается подача топлива и зажигание, программа наземного запуска не включается. Признаком успешного запуска является рост оборотов и повышение температуры выходящих газов.
Для прекращения работы двигателя служит отсечной топливный клапан, который прерывает поступление топлива в камеру сгорания. Этот клапан управляется рычагом останова двигателя (РОД) или стоп-краном.
В процессе запуска двигателя система контролирует достаточно много параметров. Программа автоматически прекращается при затянутом запуске (зависании оборотов), превышении температуры газов за турбиной или падении давления масла, и конечно, при срабатывании пожарной сигнализации. Впрочем, в любой момент запуск двигателя может прекратить лётчик или бортинженер нажатием на кнопку «стоп» или переводом РОД.